# Stenygra conspicua
Stenygra conspicua là một loài bọ cánh cứng trong họ Cerambycidae.